# عزالدین کاظمی
سید عزالدین کاظمی (۲۲ مرداد ۱۲۹۸ – ۱۰ اسفند ۱۳۸۴) حقوقدان و دیپلمات ایرانی بود.

## فعالیت‌های دیپلماتیک
عزالدین کاظمی از کارمندان ارشد وزارت خارجه و مدیر کل رئیس اداره حقوقی آن وزارت خانه بود. او بعد از انقلاب به عنوان سفیر ایران در اتریش منصوب شد.
کاظمی به عنوان مدیر کل حقوقیِ وزارت خارجه از اعضای هیئت نمایندگی ایران در در مذاکرات مربوط به کنوانسیون ۱۹۸۲ (کنفرانس سوم سازمان ملل در مورد قانون دریاها) بود و در بسیاری از نشست‌ها ریاست جلسه را بر عهده داشت.

## امور حقوقی
کاظمی علاوه بر فعالیت‌های دیپلماتیک در امر وکالت نیز فعالیت داشت.